# Ítrabo
Ítrabo er en by og kommune i det sydøstlige Spanien i provinsen Granada. Den har et indbyggertal på 956 (2024) indbyggere.